# École Saint-Joseph du Dakota
L’école Saint-Joseph du Dakota est une école située dans le Dakota du Sud, comme les écoles résidentielles, existant depuis 1927. Elle a été créée par un prêtre, le Père Heinrich Hogebach, un Allemand appartenant à la congrégation des prêtres du Sacré-Cœur de Jésus. Aujourd’hui elle a toujours pour directeur un membre de la congrégation du SCJ, le Père Stephen Huffstetter.
Cette école est pour les enfants Amérindiens du peuple Lakota (Sioux), mais les directeurs de l'école ne sont pas les Amérindiens,.
Elle est située à Chamberlain, dans le Dakota du Sud (États-Unis).

## Congrégation du Sacré-Cœur
La congrégation du Sacré-Cœur de Jésus a été fondée en 1878 par un Français, le prêtre Léon Dehon. Léon Dehon a contribué par ses écrits à la spiritualité du Sacré-Cœur et à l'étude des questions sociales dans l'Église catholique romaine. Il a organisé des œuvres sociales à Saint-Quentin.

## Collecte du fonds
La collecte du fonds de l'école a fait l'objet de rapports d'enquête par CNN et Indian Country Today,,. L'envoi de masse de capteur de rêves "fabriqué en Chine" et des lettres fictives et émotionnelles d'étudiants inexistants de l'école ont été appelés «le pire de la porno pauvreté.»,,
"Une école dirigée par des non-Indiens lève une fortune au moyen de stéréotypes raciaux."
En 2014, l'avocat de l'école a dit à Indian Country Today que «jamais, jamais» plus ils n'enverraient de lettres avec de fausses histoires par des étudiants inexistants.  Mais à partir de 2015, l'école poursuit sa campagne de publipostage agressif, envoyant des dizaines de millions de junk mail en un an.
L'école a également été critiquée par le Better Business Bureau des États-Unis pour l'envoi d'une lettre affirmant qu'ils avaient pas d'argent pour chauffer l'école. Au moment de cette demande, l'école avait des réserves monétaires de millions de dollars,.
En 2013, l'école ne répondait pas aux normes de give.org pour la charité responsable,.

## L’école aujourd’hui
Aujourd’hui l’école accueille 200 élèves et compte une liste d’attente de 120 enfants.
La tranche d’accueil des enfants va de 6 ans à la majorité. Les plus grands vont au collège et au lycée les plus proches à Chamberlain.
Le profil de ses enfants est le suivant :
1. 22 % proviennent de la réserve de Lower Brule, 20 % de celle de Rosebud et 15 % de celles de Crow Creek ou de Pine Ridge.
2. Tous sont issus de familles démunies.
3. 48 % sont de confession catholique, 24 % de confession épiscopale.

## Sources
1. 1 2 3  (en) David Fitzpatrick, « U.S. Indian school's fundraising letters sent to millions signed by fictitious kids », CNN Investigations, 17 novembre 2014 (consulté le 30 mars 2015) "They are raising money in the name of Indians, using the worst of poverty porn of all Indian country to raise money on all our social ills" - Michael Roberts, president of the First Nations Development Institute
2. 1 2 3 4   [vidéo][Television news report] « 'Poverty porn' helps school get millions », 2014, US, CNN Investigations 3:48 in interview with Crow Creek Lakota Sioux vice chairman, Leonard Pease.
3. 1 2 3 4 5  (en) David Fitzpatrick, « St. Joseph’s Indian School Has Learned a Lesson About Fundraising », Indian Country Today Media Network, 24 novembre 2014 (consulté le 30 mars 2015)
4. 1 2 3   [vidéo][Television news report] « 'Poverty porn' helps school get millions », 2014, US, CNN Investigations
5. ↑  (en) « Charity Review: St. Joseph's Indian School and Missions. Standards Not Met », give.org, 1er août 2013 (consulté le 30 mars 2015)

- www.stjo.org/site/PageServer?pagename=about_history
- « Akta Lakota Museum and Cultural Center », sur stjo.org via Wikiwix (consulté le 4 octobre 2024)
- http://www.journal-officiel.gouv.fr/publications/assoccpt/pdf/2010/3112/502086796_31122010.pdf
- « mitchellrepublic.com/event/art… »(Archive.org • Wikiwix • Archive.is • Google • Que faire ?)
- http://www.ksfy.com/story/14639003/chamberlain-school-awarded-for-healthy-student-habit
- http://www.ksfy.com/story/16188483/american-indian-schools-in-the-dakotas-get-grants
- « mitchellrepublic.com/event/art… »(Archive.org • Wikiwix • Archive.is • Google • Que faire ?)
- « New addition helps St. Joseph’s better preserve Lakota history », sur chamberlainsun.com via Wikiwix (consulté le 4 octobre 2024)